# Вирівська вулиця (Конотоп)
Вулиця Вирівська — одна з основних вулиць міста Конотоп Сумської області. З'єднує історичну частину міста з більш сучасним мікрорайоном Житломасив.

## Назва
Назва пов'язана з географічним розташуванням вулиці. Вулиця закінчується дорогою в напрямку села Вирівка Конотопського району, від якого і походить назва вулиці.

## Історія
Відома з XVIII століття. Перші згадки датуються 1782 роком.
Перша відома назва — Вєровський тракт. Також згадується у 1784 році та 1789–1800 роках. Назва вказувала на напрямок дороги, що вела до села Вєровка (нині Вирівка, Конотопського району).
Частина вулиці від Ярмаркової площі до вулиці Батуринської, а період з 1920-х — провулок Злотник. Вперше провулок згадується 28 червня 1929 року. Назва вказувала на приналежність населення вулиці до торговців, або торгової функції самої вулиці.
З середини XX століття — Вирівська вулиця..

## Пам'ятки історії
На міському цвинтарі, за адресою Вирівська, 44 розташовано декілька Пам'яток історії: Братська могила учасників громадянської війни (1918 рік), Братська могила радянських воїнів та журналістів (1956 рік), Могила Зарецького В. П., який загинув у Афганістані (1981 рік), Могила Максименка О. В., який загинув у Афганістані (1985 рік), Могила Ішутова І. С., який загинув у Афганістані (1988 рік).